# Scyllarus timidus
Scyllarus timidus är en kräftdjursart som beskrevs av Lipke Bijdeley Holthuis 1960. Scyllarus timidus ingår i släktet Scyllarus och familjen Scyllaridae. Inga underarter finns listade i Catalogue of Life.